# Enfers étrusques

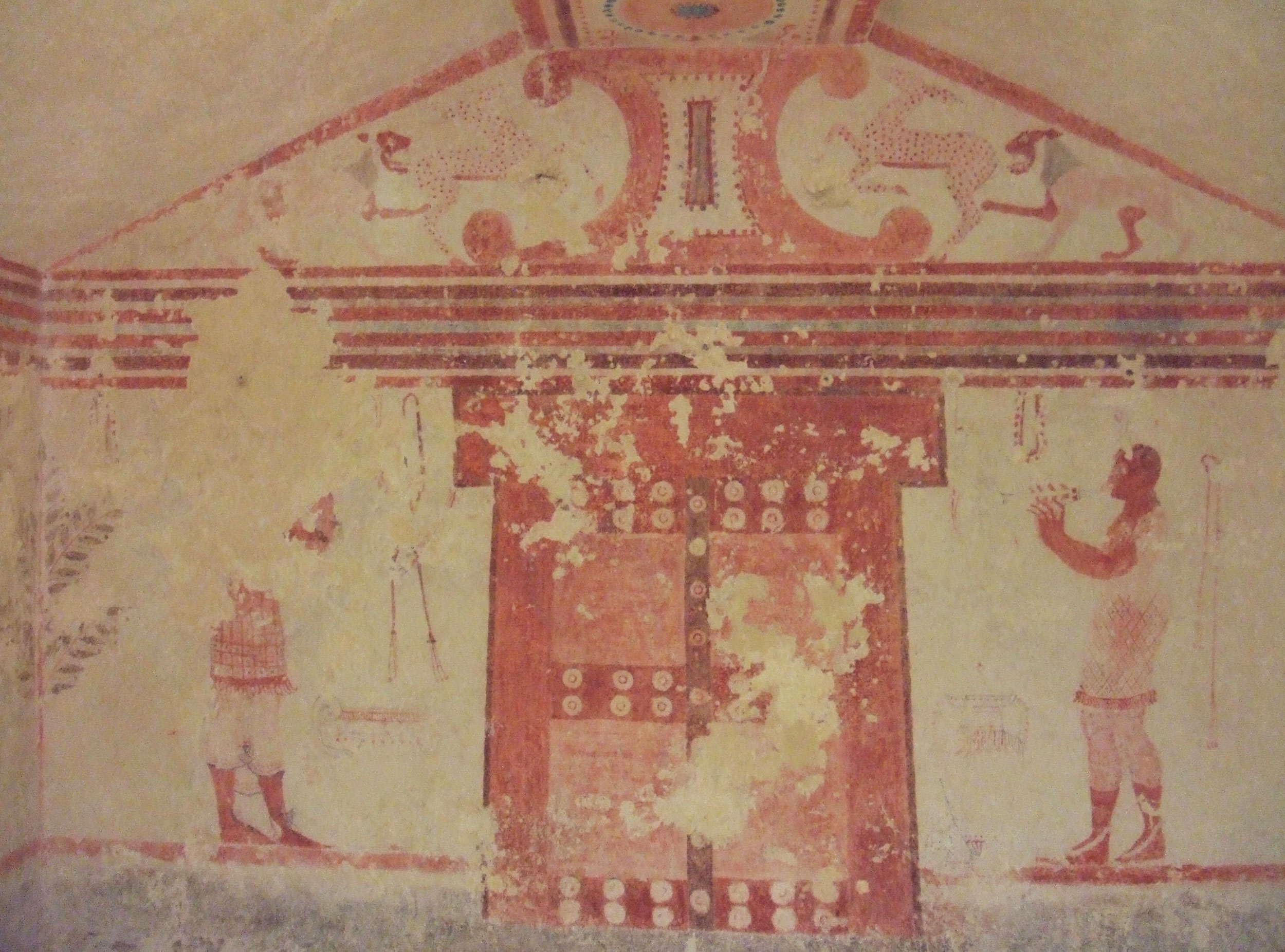
Porte des enfers dans la tombe Cardarelli.

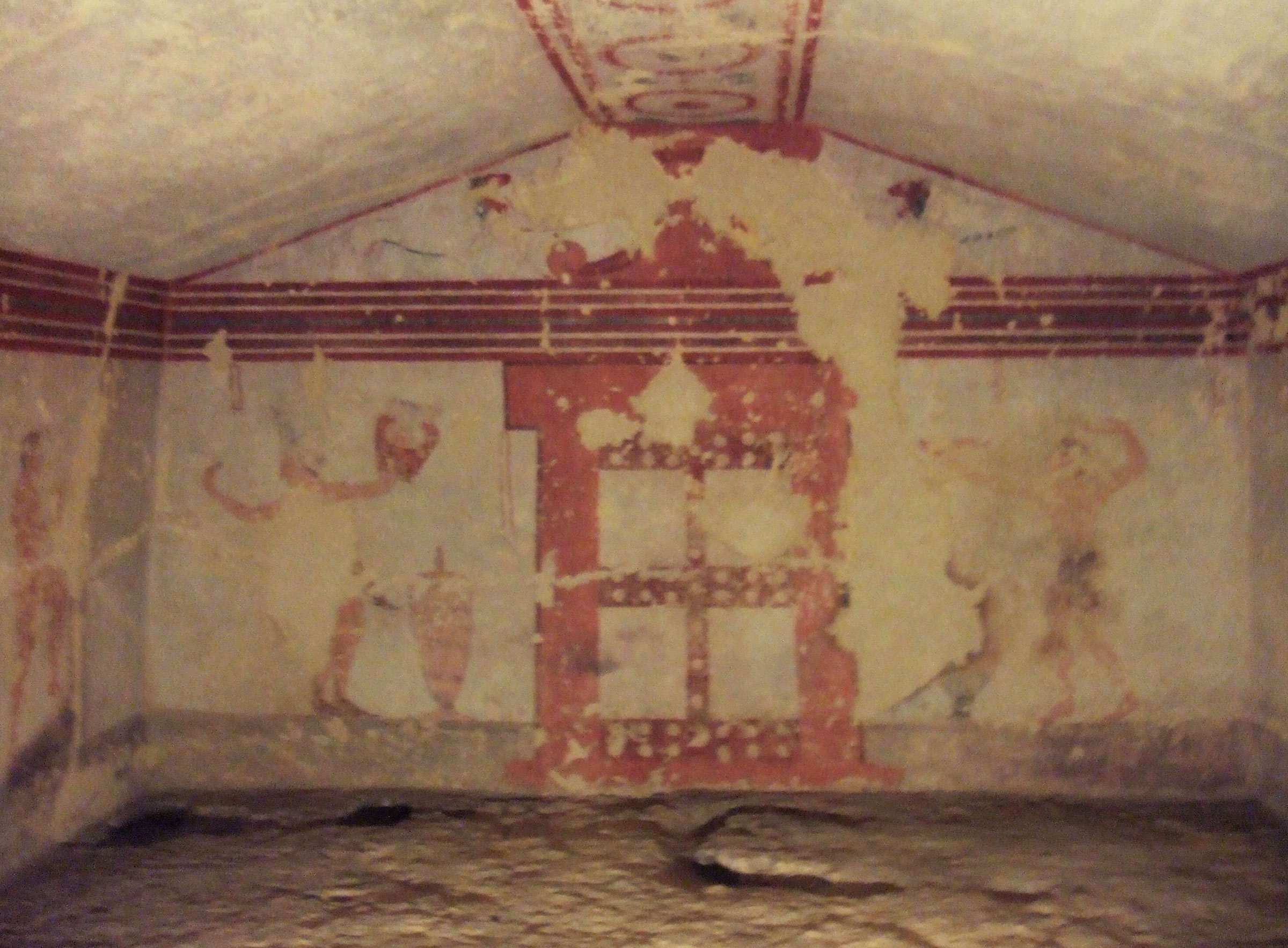
Scènes de danse de part et d'autre de la porte de la tombe de la Fustigation.

Les enfers étrusques, comme beaucoup de leurs mythes, rites, cérémonies, sont issus de la culture grecque qu'ils côtoient, mais le panthéon étrusque se complète de divinités originales, en plus des cérémonies joyeuses agrémentées des festivités (danses, musique, banquet) et les seuls damnés dans la représentation étrusque sont ceux de la légende grecque.

## Divinités
Les fresques du IVe siècle av. J.-C. se démarquent des précédentes des VIe et Ve siècles av. J.-C. qui n'exposaient que les festivités des funérailles (banquets, danses, chants, musique),  les scènes sont situées dans les enfers, le monde d'en bas, avec la présence de  divinités psychopompes : Charun est lui un nocher différent de Charon (nez crochu, oreilles pointues, carnation bleue, tenant un maillet), et Vanth (qu'on associera ensuite à Hécate sous l'influence grecque) est au début, une divinité belle et jeune qui recueille le dernier soupir du défunt ; Fufluns est associé aux rites funéraires (tombe 128 de Spina) alors qu'il n'en est rien chez son équivalent grec Dionysos.
Tuchulcha est aussi une  déesse chthonienne des enfers souterrains étrusques.

## Représentation
En plus de ces divinités, la porte qui mène aux enfers étrusques est représentée plusieurs fois dans les fresques des tombes peintes de la nécropole de Monterozzi : il s'agit d'une porte simulée placée le plus souvent sur la  paroi faisant face à l'entrée :
- Tombe Cardarelli :  porte entourée à gauche et à droite de musiciens
- Tombe de la Fustigation : porte entourée de scènes de danse.
- Tomba dell'Orco : Ces visitant les Enfers rencontrant Tuchulcha.

À Vulci, la tombe 128 de Spina, les fresques prouvent le lien entre les rites bachiques et les funérailles avec la présence de Fufluns.